# Sonet 77 (William Szekspir)

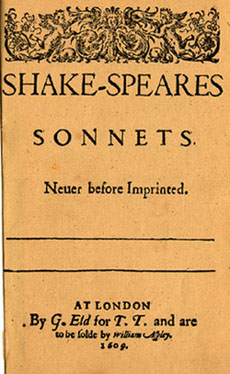
Strona tytułowa pierwszego wydania sonetów Shakespeare’a

Sonet 77 (Zwierciadło powie, jak twa piękność mija) – jeden z cyklu sonetów autorstwa Williama Shakespeare’a. Po raz pierwszy został opublikowany w 1609 roku.

## Treść
W sonecie tym podmiot liryczny, którego część badaczy utożsamia z autorem, stara się przekazać tajemniczemu młodzieńcowi, iż czas biegnie nieubłaganie i tylko posiadanie potomka może pomóc w zachowaniu na doczesnym świecie cząstki siebie. Stanowiło by to jednocześnie przysługę dla ludzkości.